# Długi Grąd
Długi Grąd (dawniej niem. Dlugigrund, 1930–1945 Langengrund) – część wsi Olszewo w Polsce, położona w województwie warmińsko-mazurskim, w powiecie mrągowskim, w gminie Mikołajki.
W latach 1975–1998 Długi Grąd administracyjnie należał do województwa suwalskiego.

## Historia
Osada założona jako osada szkatułowa w 1708 roku, na jednej włóce i siedmiu morgach. Później była to osada dworska. W 1838 roku w Długim Grądzie były dwa domy i 21 mieszkańców. W ramach akcji germanizacyjnej w 1930 r. nazwę wsi zmieniono z Dlugigrund na Langengrund.
W Długim Grądzie brak zabudowy.